# Archieparquía de Teherán
La archieparquía de Teherán (en latín: Archieparchia Teheranensis Chaldaeorum y en persa: خلیفه‌گری کاتولیک کلدانی تهران‎) es una circunscripción eclesiástica de la Iglesia católica en Irán. Se trata de una archieparquía caldea, sede metropolitana de la provincia eclesiástica de Teherán. Desde el 22 de diciembre de 2018 es sede vacante y su administrador patriarcal es el arzobispo Thomas Meram.

## Territorio y organización
La archieparquía extiende su jurisdicción sobre los fieles católicos de rito caldeo residentes en el territorio situado al norte del paralelo 33° N, que lo separa de la archieparquía de Ahvaz. Al norte limita con el mar Caspio y con Turkmenistán, al este con Afganistán y al oeste con la archieparquía de Urmía y con Irak.
La sede de la archieparquía se encuentra en la ciudad de Teherán, en donde se halla la Catedral de San José, la iglesia de Santa Virgen y la capilla del cementerio católico de Eslamshahr.
En 2020 en la archieparquía existían 5 parroquias.
La archieparquía no tiene sufragáneas.

## Historia
El archieparquía de Senha (o Sanandaj) fue erigida en 1853, con territorio desmembrado de la archieparquía de Kirkuk. En 1895 la villa de Solimania fue transferida desde la archiparquía de Senha a la de Kirkuk, ajustando los límites a las fronteras entre el Imperio otomano y Persia.
Un vicariato patriarcal fue erigido en Teherán en 1895, directamente dependiente del patriarcado de Babilonia de los caldeos. En 1896 la diócesis tenía entre 650 y 700 fieles (incluyendo Solimania), con una iglesia en Senha y otra en Solimania y un sacerdote en cada una, mientras que el vicariato patriarcal de Teherán tenía 110 fieles sin iglesia y con un solo sacerdote. En 1913 el vicariato patriarcal tenía 120 fieles en Teherán y la eparquía en la villa de Senha tenía 900 fieles, 3 sacerdotes, 2 iglesias y una escuela. El vicariato patriarcal de Kermanshah fue establecido en 1905 y en 1913 tenía 320 fieles, una capilla y una escuela.
A partir de 1946 el archieparca trasladó su sede a la capital de Irán, Teherán, pasando a ser San José la nueva catedral en 1950. La comunidad asiria de Sanandaj emigró gradualmente a Teherán de 1960 a 1968.
El 3 de enero de 1966, cedió una parte de su territorio para la erección de la archieparquía de Ahvaz mediante la bula Ex quo tempore del papa Pablo VI.
El 16 de marzo de 1971, en virtud del decreto Inde ab anno de la Congregación para las Iglesias Orientales, tomó su nombre actual.

Idem Praesul statim in urbem Teheranensem se contulit ibique magnum templum in honorem Sancti Ioseph excitavit, quod inde ab anno 1950 tamquam nova Cathedralis haberi coeptum est. (...) benigne indulsit ut nomen archidioecesis Sehnaensis commutaretur, ita ut in posterum «Teheranensis Chaldaeorum» vocaretur, sede in urbem Teheranensem iure translata et templo Sancti Ioseph ad dignitatem ecclesiae Cathedralis evecto.

## Estadísticas
Según el Anuario Pontificio 2021 la archieparquía tenía a fines de 2020 un total de 1740 fieles bautizados.
| Año                                                                             | Población            | Población | Población      | Sacerdotes | Sacerdotes    | Sacerdotes    | Bautizados por sacerdote | Diáconos permanentes | Religiosos | Religiosos | Parroquias |
| Año                                                                             | Bautizados católicos | Total     | % de católicos | Total      | Clero secular | Clero regular | Bautizados por sacerdote | Diáconos permanentes | Varones    | Mujeres    | Parroquias |
| ------------------------------------------------------------------------------- | -------------------- | --------- | -------------- | ---------- | ------------- | ------------- | ------------------------ | -------------------- | ---------- | ---------- | ---------- |
| 1896                                                                            | 700                  | ?         | ?              | 2          |               |               | 350                      |                      |            |            | 2          |
| 1913                                                                            | 900                  | ?         | ?              | 3          |               |               | 300                      |                      |            |            | 2          |
| 1949                                                                            | 5000                 | 10 000    | 0.1            | 6          | 6             |               | 833                      |                      |            |            | 6          |
| 1970                                                                            | 8100                 | 14 000    | 0.1            | 12         | 5             | 7             | 675                      |                      | 7          | 10         | 6          |
| 1980                                                                            | 9000                 | ?         | ?              | 13         | 10            | 3             | 692                      | 11                   | 3          | 14         | 9          |
| 1990                                                                            | 5000                 | ?         | ?              | 8          | 7             | 1             | 625                      |                      | 1          | 14         | 10         |
| 1999                                                                            | 3500                 | ?         | ?              | 5          | 4             | 1             | 700                      | 8                    | 1          | 15         | 5          |
| 2000                                                                            | 3000                 | ?         | ?              | 5          | 4             | 1             | 600                      | 6                    | 1          | 13         | 5          |
| 2001                                                                            | 3150                 | ?         | ?              | 5          | 4             | 1             | 630                      | 5                    | 1          | 13         | 5          |
| 2002                                                                            | 2880                 | ?         | ?              | 5          | 4             | 1             | 576                      | 5                    | 1          | 14         | 5          |
| 2003                                                                            | 3000                 | ?         | ?              | 5          | 4             | 1             | 600                      | 5                    | 1          | 12         | 5          |
| 2004                                                                            | 3000                 | ?         | ?              | 5          | 4             | 1             | 600                      | 3                    | 1          | 12         | 6          |
| 2009                                                                            | 2650                 | ?         | ?              | 6          | 4             | 2             | 441                      | 3                    | 2          | 9          | 6          |
| 2010                                                                            | 2000                 | ?         | ?              | 7          | 3             | 4             | 285                      | 3                    | 4          | 8          | 6          |
| 2014                                                                            | 2500                 | ?         | ?              | 3          | 3             |               | 833                      |                      |            | 6          | 6          |
| 2017                                                                            | 2000                 | ?         | ?              | 6          | 6             |               | 333                      |                      |            | 5          | 5          |
| 2020                                                                            | 1740                 | ?         | ?              | 3          | 3             |               | 580                      |                      |            | 5          | 5          |
| Fuente: Catholic-Hierarchy, que a su vez toma los datos del Anuario Pontificio. |                      |           |                |            |               |               |                          |                      |            |            |            |

## Episcopologio
- Jerome Shimun Sinjari † (7 de septiembre de 1853 consagrado-1885 retirado)
  - Matteo Paolo Chamminà † (1885-1892 retirado) (administrador patriarcal)
  - Ciriaco Giorgio Goga † (1893-18 de enero de 1911 falleció) (administrador patriarcal)
- Jean Nissan † (12 de mayo de 1914-20 de abril de 1937 nombrado archieparca a título personal, de Zakho)
- Abraham Elias † (6 de septiembre de 1938-15 de febrero de 1940 falleció)
- Joseph Cheikho † (22 de mayo de 1944-7 de marzo de 1970 retirado)
- Youhannan Semaan Issayi † (7 de marzo de 1970 por sucesión-7 de febrero de 1999 falleció)
- Ramzi Garmou (7 de febrero de 1999 por sucesión-22 de diciembre de 2018 nombrado archieparca de Diyarbakır)
  - Sede vacante (desde 2018)
  - Ramzi Garmou (22 de diciembre de 2018-agosto de 2021) (administrador patriarcal)
  - Thomas Meram, desde agosto de 2021 (administrador patriarcal)